# Pineios (gemeente)
Pineios (Grieks: Πηνειός) is sedert 2011 een fusiegemeente (dimos) in de Griekse bestuurlijke regio (periferia) West-Griekenland. Niet te verwarren met het naburige Pineia, een deelgemeente van de fusiegemeente Ilida.
De drie deelgemeenten (dimotiki enotita) zijn:
- Gastouni (Γαστούνη)
- Tragano (Τραγανό)
- Vartholomio (Βαρθολομιό)